# Le Grêlé 7/13
Le Grêlé 7/13 è una serie a fumetti creata dai disegnatori Lucien Nortier e Christian Gaty e dallo sceneggiatore Roger Lécureux. È stata pubblicata dal 1966 al 1971 sulle riviste settimanali per ragazzi Vaillant (dal n° 1078) e Pif Gadget. L'ultimo episodio, intitolato Les derniers combats, apparve in edicola nel maggio 1971 sul numero 118 della rivista Pif Gadget.

## Presentazione
"Le Grêlé 7/13" è un giovane Maquis soprannominato per avere sette lentiggini sulla guancia sinistra e tredici sulla destra. Combattente della Resistenza francese durante l'occupazione nazista della Francia e agente segreto, è spesso aiutato dal suo migliore amico "l'Ermite" nella lotta contro gli occupanti nazisti. Il suo principale nemico è il colonnello Von Hartz.
Secondo una presentazione della serie pubblicata su Pif-Gadget, il disegnatore Lucien Nortier ha avuto un'esperienza diretta nella creazione del suo personaggio, essendo stato lui stesso un combattente della Resistenza francese e un maquis.